# Astacilla pusilla
Astacilla pusilla är en kräftdjursart som först beskrevs av Sars 1873.  Astacilla pusilla ingår i släktet Astacilla och familjen Arcturidae. Arten är reproducerande i Sverige. Inga underarter finns listade i Catalogue of Life.